# Ban Kong-Na-Gnai
Ban Kong-Na-Gnai – wieś położona w południowo-wschodnim Laosie, w prowincji Attapu, w dystrykcie Xaysetha.